# Китамото
Китамото (яп. 北本市 Китамото-си) — город в Японии, в центре  префектуры Сайтама. Расположен на плоскогорье Омия. 3 ноября 1971 приобрёл статус города. Площадь города составляет 19,84 км², население — 67 458 человек (1 августа 2014), плотность населения — 3400,10 чел./км².

## Города-побратимы
- Айдзубанге, Япония (1992)